# Nhà thờ Thăm viếng Đức Trinh Nữ Maria, Warszawa

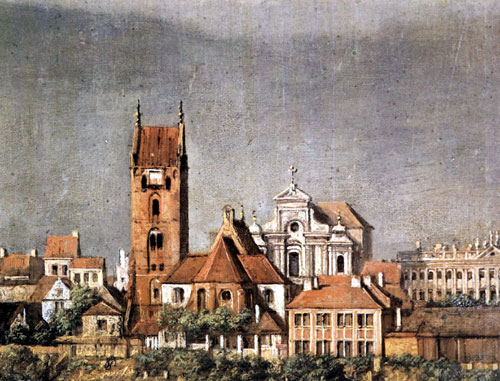
Nhà thờ Thánh Mary, bức tranh của Bernardo Bellotto, 1770.

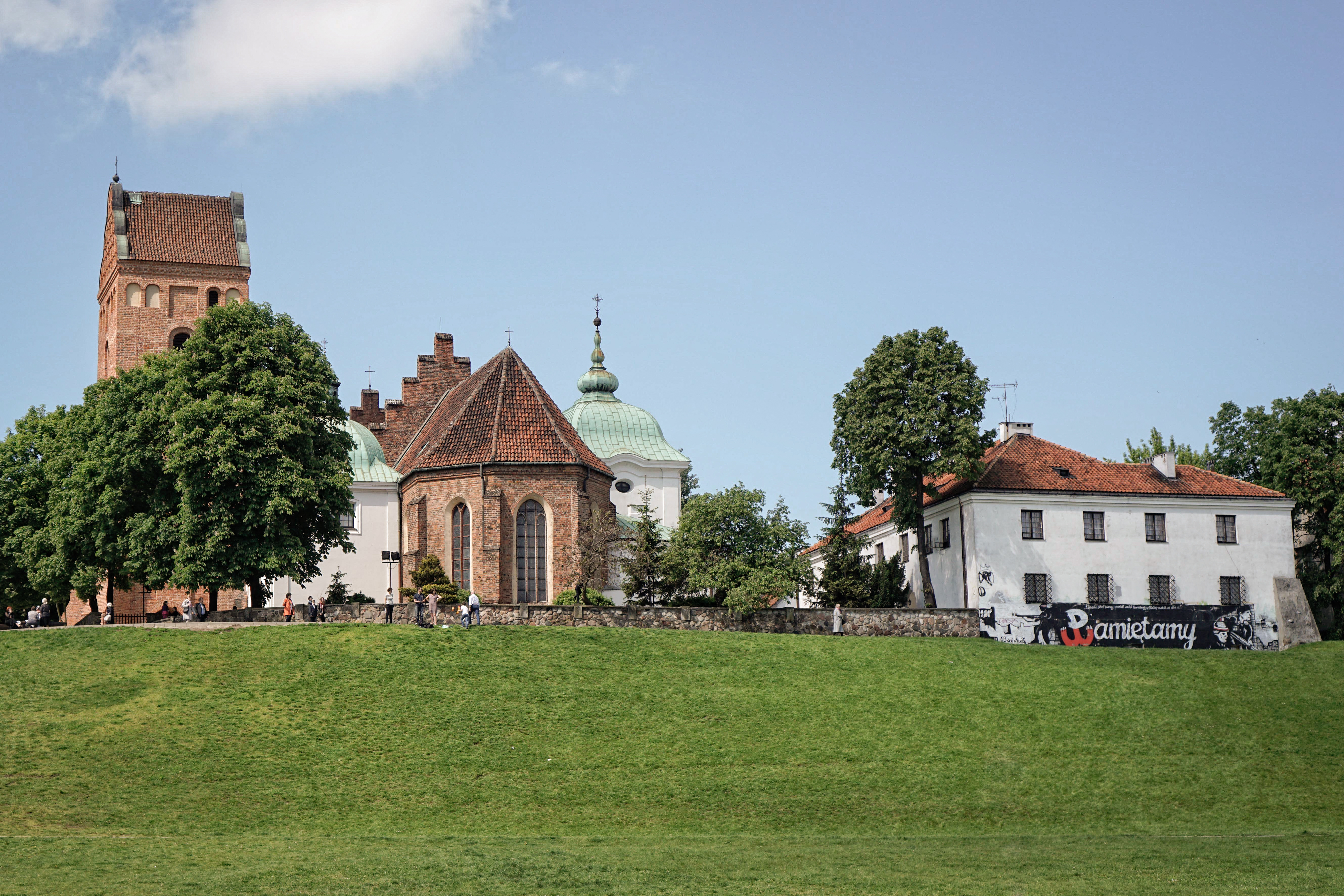
Nhà thờ Thánh Mary nhìn từ bờ sông Vistula.

Nhà thờ Thăm viếng Đức Trinh Nữ Maria (tiếng Ba Lan: Kościół Nawiedzenia Najświętszej Marii Panny), còn được gọi là Nhà thờ St. Mary (Kościół Mariacki) là một nhà thờ ở Warsaw, Ba Lan. Đây là một trong những tòa nhà cổ nhất và là một trong số ít những ví dụ còn sót lại của kiến trúc Gothic trong thành phố. Nó nằm ở ulica Przyrynek 2.

## Lịch sử
Nhà thờ Thánh Mary nằm trên vị trí của một nơi thờ phượng Pagan giáo cổ xưa. Nền móng bằng đá của nhà thờ được đặt bởi Janusz I Old, Công tước Masovia và vợ ông, Danutė của Litva, vào năm 1409. Nhà thờ được thánh hiến vào năm 1411. Nó đã được sửa đổi, phá hủy và xây dựng lại nhiều lần. Ban đầu nó có một gian giữa, được làm bằng gạch, đã có một trần và một vòm nhà xứ, trước khi thời điểm kết thúc thế kỷ 15, nó đã trở thành một trong ba gian giữa nhà thờ.
Đặc điểm nổi bật nhất của nhà thờ là tòa tháp, được xây dựng vào năm 1518. Nó có thể được nhận ra nếu nhìn từ một khoảng cách xa và được mô tả là một trong những hình ảnh lâu đời nhất của Warsaw.
Trong Thế chiến II, nhà thờ bị tàn phá nặng nề bởi lực lượng Đức - mái của gian giữa bị sụp đổ và phần trên của tòa tháp bị nổ tung. Nó được xây dựng lại vào năm 1947-1966 theo thiết kế của Beata Trylińska.
Đằng sau nhà thờ là một công viên nhỏ với một loạt các bậc tam cấp dẫn xuống sông Vistula và bờ sông được đặt tên là "Kościuszko của dòng sông". Trong quảng trường của nhà thờ có các buổi biểu diễn nhà hát ngoài trời và các buổi hòa nhạc được tổ chức tại địa phương.